# Miss France 2021
Miss France 2021 est la 91e élection de Miss France. L'élection a lieu le 19 décembre 2020 au Grand Carrousel du Puy du Fou, dans les Pays de la Loire. C’est la deuxième fois que l’élection a lieu dans le parc à thèmes vendéen, après 2009. Cependant, contrairement à l'accoutumée, le public était totalement absent en raison de l'épidémie de Covid-19.
L'élection est retransmise à partir de 21 h 10 sur TF1, présentée par Jean-Pierre Foucault (pour la 26e année consécutive) et Sylvie Tellier, Miss France 2002 et ancienne directrice générale de l'organisation Miss France (pour la 13e fois). Ils sont accompagnés de Thierry Baumann pour le rappel des consignes de vote pour la 10e année consécutive.
Cette édition est marquée par le centenaire du concours Miss France. Cependant, l’émission se tiendra sans l'iconique « dame au chapeau », Geneviève de Fontenay qui a refusé d'y participer, à la suite d'un différend avec Sylvie Tellier.
Au terme de cette soirée, c'est Amandine Petit, Miss Normandie 2020 qui est élue Miss France 2021, succédant ainsi à Clémence Botino, Miss Guadeloupe 2019 et Miss France 2020. Il s'agit de la 7e victoire de la région Normandie au concours, 11 ans après le sacre de Malika Ménard en 2010 et 16 ans après le sacre de Cindy Fabre en 2005.

## Classement final
| Résultats        | Candidates | Concours internationaux      |
| ---------------- | --- | ---------------------------- |
| Miss France 2021 | - Normandie — Amandine Petit | - Top 21 à Miss Univers 2020 |
| 1re dauphine     | - Provence — April Benayoum | - Top 13 à Miss Monde 2021   |
| 2e dauphine      | - Côte d'Azur — Lara Gautier |                              |
| 3e dauphine      | - Alsace — Aurélie Roux |                              |
| 4e dauphine      | - Bourgogne — Lou-Anne Lorphelin |                              |
| Top 15           | - Réunion — Lyna Boyer (5e dauphine) - Île-de-France — Lara Lourenço (6e dauphine) - Guadeloupe — Kenza Andreze-Louison - Pays de la Loire — Julie Tagliavacca - Poitou-Charentes — Justine Dubois - Aquitaine — Leila Veslard - Corse — Noémie Leca - Mayotte — Anlia Charifa - Rhône-Alpes — Anaïs Roux - Limousin — Léa Graniou |                              |

## Ordre d'annonce des finalistes
| 1. Réunion, annoncée par Jean-Pierre Foucault 2. Île-de-France, annoncée par Sylvie Tellier 3. Normandie, annoncée par Jean-Pierre Foucault 4. Corse, annoncée par Sylvie Tellier 5. Provence, annoncée par Jean-Pierre Foucault 6. Guadeloupe, annoncée par Sylvie Tellier 7. Limousin, annoncée par Jean-Pierre Foucault 8. Poitou-Charentes, annoncée par Sylvie Tellier 9. Côte d'Azur, annoncée par Jean-Pierre Foucault 10. Mayotte, annoncée par Sylvie Tellier 11. Bourgogne, annoncée par Jean-Pierre Foucault 12. Aquitaine, annoncée par Sylvie Tellier 13. Rhône-Alpes, annoncée par Jean-Pierre Foucault 14. Alsace, annoncée par Sylvie Tellier 15. Pays de la Loire, annoncée par Jean-Pierre Foucault | 1. Alsace, annoncée par Jean-Pierre Foucault 2. Provence, annoncée par Sylvie Tellier 3. Bourgogne, annoncée par Jean-Pierre Foucault 4. Côte d'Azur, annoncée par Sylvie Tellier 5. Normandie, annoncée par Jean-Pierre Foucault |

## Déroulement
Le thème de cette élection est Le rayonnement français dans le monde.

### Ordre des tableaux
| Tableau                                              | Candidates                            |
| ---------------------------------------------------- | ------------------------------------- |
| Ouverture Spécial 100 ans                            | Anciennes Miss France & 29 candidates |
| Les Miss au Château de Versailles                    | Premier groupe (9 candidates)         |
| Les Miss à Table                                     | Deuxième groupe (10 candidates)       |
| Les Miss au Cabaret                                  | Troisième groupe (10 candidates)      |
| Costume régional                                     | 29 candidates                         |
| Les Miss au Cinéma : Maillot de bain une pièce       | 29 candidates                         |
| Les Miss au 14 Juillet : Maillot de bain deux pièces | 15 demi-finalistes                    |
| Il était une fois les Miss : Robe de soirée          | 5 finalistes                          |
| Les Miss en Peinture : Maillot de bain une pièce     | 5 finalistes                          |

### Liste des anciennes Miss France présentes
| Miss France      | Nom                  | Classement international                            | Autres                                        |
| ---------------- | -------------------- | --------------------------------------------------- | --------------------------------------------- |
| Miss France 1963 | Muguette Fabris      | 5e dauphine de Miss Monde 1963                      | Membre du jury de Miss France 2021            |
| Miss France 1969 | Suzanne Angly        | Top 15 à Miss Monde 1969                            |                                               |
| Miss France 1973 | Isabelle Krumacker   | Top 15 à Miss International 1973                    |                                               |
| Miss France 1979 | Sylvie Paréra        |                                                     |                                               |
| Miss France 1980 | Patricia Barzyk      | 2e dauphine de Miss Monde 1980                      | Membre du jury de Miss France 2021            |
| Miss France 1984 | Martine Robine       |                                                     |                                               |
| Miss France 1985 | Suzanne Iskandar     |                                                     |                                               |
| Miss France 1986 | Valérie Pascale      |                                                     |                                               |
| Miss France 1987 | Nathalie Marquay     | 6e dauphine de Miss Monde 1987                      | Membre du jury de Miss France 2021            |
| Miss France 1988 | Sylvie Bertin        |                                                     |                                               |
| Miss France 1989 | Peggy Zlotkowski     | Top 15 à Miss Monde 1989                            |                                               |
| Miss France 1991 | Mareva Georges       | Top 10 à Miss Univers 1991 Top 10 à Miss Monde 1991 | Membre du jury de Miss France 2021            |
| Miss France 1992 | Linda Hardy          |                                                     | Membre du jury de Miss France 2021            |
| Miss France 1993 | Véronique de la Cruz | 6e dauphine de Miss Monde 1993                      |                                               |
| Miss France 1995 | Mélody Vilbert       | Top 15 à Miss International 1995                    |                                               |
| Miss France 1998 | Sophie Thalmann      |                                                     |                                               |
| Miss France 2000 | Sonia Rolland        | Top 10 à Miss Univers 2000                          | Membre du jury de Miss France 2021            |
| Miss France 2001 | Élodie Gossuin       | Miss Europe 2001 Top 10 à Miss Univers 2001         | Membre du jury de Miss France 2021            |
| Miss France 2002 | Sylvie Tellier       |                                                     | Directrice générale de la société Miss France |
| Miss France 2005 | Cindy Fabre          |                                                     |                                               |
| Miss France 2010 | Malika Ménard        | Top 15 à Miss Univers 2010                          |                                               |
| Miss France 2012 | Delphine Wespiser    |                                                     |                                               |
| Miss France 2014 | Flora Coquerel       | 3e dauphine de Miss Univers 2015                    | Membre du jury de Miss France 2021            |
| Miss France 2015 | Camille Cerf         | Top 15 à Miss Univers 2014                          |                                               |
| Miss France 2016 | Iris Mittenaere      | Miss Univers 2016                                   | Présidente du jury de Miss France 2021        |
| Miss France 2017 | Alicia Aylies        |                                                     |                                               |
| Miss France 2018 | Maëva Coucke         | Top 12 à Miss Monde 2018 Top 10 à Miss Univers 2019 |                                               |
| Miss France 2019 | Vaimalama Chaves     |                                                     |                                               |
| Miss France 2020 | Clémence Botino      | Top 10 à Miss Univers 2021                          |                                               |

#### Absences remarquées
Rachel Legrain-Trapani, Miss France 2007, a refusé de participer à la soirée, en raison d'un différend avec Sylvie Tellier lié à son absence dans l'ouvrage consacré au centenaire du concours. Valérie Bègue, Miss France 2008, qui n'avait pu remettre son titre de Miss France au Puy du Fou n'a pas souhaité s'y rendre, tout comme Alexandra Rosenfeld, Miss France et Miss Europe 2006, qui veut s'éloigner du monde des miss, ou Myriam Stocco, Miss France 1971.
Mareva Galanter, Miss France 1999, Chloé Mortaud, Miss France 2009, Laury Thilleman, Miss France 2011 et Marine Lorphelin, Miss France 2013 et 1re dauphine de Miss Monde 2013, étaient à l'étranger chez leur famille ce soir-là.

## Préparation
- 2 septembre : Sylvie Tellier, directrice générale de l’organisation Miss France, annonce à travers un communiqué le lieu de la cérémonie Miss France 2021, au Puy du Fou, dans le département de la Vendée, dans les Pays de la Loire. C’est la deuxième fois que le parc à thèmes accueille la cérémonie, après 2009, qui avait vu le sacre de Chloé Mortaud[10]. La date avait été annoncée lors de l’élection de Miss Languedoc-Roussillon 2020.
- 9 novembre : à la suite de l'instauration d'un deuxième confinement en France, il est annoncé que l'élection qui devait se tenir le 12 décembre, est décalée d'une semaine et aura finalement lieu le 19 décembre[11].
- 11 novembre : le dessin de la couronne de Miss France 2021 est officiellement dévoilé.
- 17 novembre : l'organisation Miss France publie un communiqué de presse indiquant que les 29 candidates feront leur voyage d’intégration aux alentours du château de Versailles à la fin du mois en raison de la pandémie de Covid-19. Les candidates séjourneront au sein de l’hôtel 5 étoiles « Waldorf Astoria Versailles - Trianon Palace » avant de rejoindre le Puy du Fou pour commencer la préparation de l’élection[12].
- 26 et 27 novembre : les 29 candidates arrivent à Paris pour le début de l'aventure Miss France 2021. Les candidates effectuent un test de dépistage COVID-19 et sont isolées pendant 24 heures en attendant les résultats virologiques. Elles séjournent à l'hôtel « L’Échiquier Opéra de Paris ».
- 28 novembre : les candidates sont invitées chez le coiffeur-visagiste Saint-Algue à Paris pour se faire chouchouter et recevoir des conseils capillaires. Les premiers essayages costumes pour le soir de l’élection commencent dans l'atelier d'Amandine Catala. Le soir, un dîner est organisé, c'est à cet événement que Clémence Botino rencontre l'ensemble des candidates à sa succession.
- 29 novembre : les candidates réalisent leur portrait officiel dans un studio parisien. L'après-midi les candidates arrivent à Versailles et rejoignent l’hôtel « Waldorf Astoria Versailles - Trianon Palace ».
- 30 novembre : les photos officielles des 29 candidates sont dévoilées[13]. Durant la matinée, les candidates accompagnées de Clémence Botino et Sylvie Tellier effectuent une visite du château de Versailles. Ces dernières sont en duplex au JT de 13 heures de Jean-Pierre Pernault, où Sylvie Tellier confirme que l'anniversaire historique du concours Miss France sera un thème phare le soir de l'élection, que l'ouverture de l'élection sera effectuée par une trentaine d'anciennes Miss France, et que les candidates ne seront pas masquées lors du show final. La conférence de presse contrairement à son habitude, s'est déroulée en visioconférence. Il est confirmé que seulement 400 spectateurs seront présents dans la salle des Mousquetaires. Les tableaux de cette édition 2021 mettront à l'honneur la gastronomie française, le 14 juillet, le Lido, le Moulin Rouge, Brigitte Bardot et Catherine Deneuve[14]. L'après-midi était consacré à la réalisation de shooting photos. Cette journée se conclut par une soirée chic à laquelle toutes les candidates sont conviées.
- 1er décembre : des olympiades sportives sont organisées, les Miss s'affrontent dans des épreuves de natation, de course à pied et de fitness. L'après-midi, les candidates sont réparties en trois groupes : un groupe reçoit des cours de catwalk, supervisés par Arnaud Sol Dourdin ; le second des cours de bonnes manières par Jérôme Come, et le troisième réalise un shooting photos en tenue balnéaire. Le soir, les Miss effectuent le test de culture générale.
- 2 décembre : les photos officielles en tenue balnéaire sont dévoilées. Les cours de catwalk, de bonnes manières et les shootings photos se poursuivent pour les groupes n'ayant pas effectué ses activités la veille. Clémence Botino effectue les essayages de ses tenues pour le prime. Cette dernière accompagnée de certaines Miss régionales suivent un atelier pâtisserie, dans les cuisines du palace dans lequel elles sont logées.
- À partir du 3 décembre : la promotion 2021 commence les répétitions du prime, de 9 heures à 19 heures, supervisées par Stéphane Jarny et Mehdi Kerkouche.
- 7 décembre : les Miss sont réparties en deux groupes pour découvrir les activités proposées au Puy-du-Fou : le premier groupe assiste à un spectacle de voltige et le second à des combats de gladiateur.
- 8 décembre : les Miss ont rendez-vous à la cité médiévale du Puy-du-Fou pour découvrir les fauconniers. Les résultats du test de culture générale sont officiellement dévoilés : Lou-Anne Lorphelin (Miss Bourgogne 2020  et sœur de l'ancienne Miss France Marine Lorphelin) arrive en première position avec 17,5/20 et remporte le prix de la culture générale. Elle est suivie de Lara Gautier (Miss Côte d'Azur 2020) et de Gwenegann Saillard (Miss Champagne-Ardenne 2020) qui occupent la seconde place ex-æquo avec la note de 15/20[15]. La couronne, confectionnée par le joaillier Mauboussin, est dévoilée. Ce diadème à dominante bleue représentant l'harmonie, est paré de pierres précieuses et d'étoiles, symbole du joaillier.
- 9 décembre : les candidates découvrent le dressage de chevaux, et découvrent la couronne que l'une d'entre elles aura la chance de recevoir.
- 16 décembre : entretien de présélection. Le jury choisit les 15 finalistes.
- 16 décembre : des témoignages d'anciens employés du Puy du Fou traitant de cruauté animale sont rendus publics[16],[17] par le journaliste Hugo Clément[18],[19]. La polémique touche le concours[20]. Les agissements perpétrés ont lieu sur des vaches, agneau, chats, fauves, daim, autruches, dromadaires, chevaux, etc.[19],[21]
- 17 décembre : découverte du plateau et premières répétitions sur scène pour les candidates.
- 17 décembre : Geneviève de Fontenay réagit aux témoignages de cruauté animale perpétrée au Puy du Fou[22].

## Jury
Le jury complet est dévoilé le 23 novembre, il est composé de :
| Membre     | Membre                       | Notes                                                                                          |
| ---------- | ---------------------------- | ---------------------------------------------------------------------------------------------- |
|            | Iris Mittenaere (présidente) | Miss Nord-Pas-de-Calais 2015, Miss France 2016, Miss Univers 2016 et animatrice de télévision  |
| Sans photo | Muguette Fabris              | Miss Île-de-France 1962, Miss France 1963 et ancienne enseignante                              |
| Sans photo | Patricia Barzyk              | Miss Jura 1979, Miss France 1980 et actrice                                                    |
|            | Nathalie Marquay             | Miss Alsace 1986, Miss France 1987 et comédienne                                               |
| Sans photo | Mareva Georges               | Miss Tahiti 1990, Miss France 1991 et mannequin                                                |
|            | Linda Hardy                  | Miss Pays de Loire 1991, Miss France 1992 et actrice                                           |
|            | Sonia Rolland                | Miss Bourgogne 1999, Miss France 2000 et actrice                                               |
|            | Élodie Gossuin               | Miss Picardie 2000, Miss France 2001, Miss Europe 2001 et animatrice de télévision et de radio |
|            | Flora Coquerel               | Miss Orléanais 2013, Miss France 2014 et influenceuse                                          |

### Remarques
- C'est la 1re fois qu'un jury est composé exclusivement d'anciennes Miss France.
- C'est la 2de fois que le jury est exclusivement féminin (2019).
- C'est la 2de fois qu'Iris Mittenaere préside le jury de Miss France, après l'élection de Miss France 2018.
- Muguette Fabris, Patricia Barzyk et Flora Coquerel sont membres du jury pour la 1re fois.
- C'est la 2de fois que Sonia Rolland (2003), Mareva Georges (2004) et Élodie Gossuin (2004) sont membres du jury.
- Linda Hardy est membre du jury pour la 4e fois (1995, 2007 et 2012).
- Nathalie Marquay est membre du jury pour la 7e fois (1992, 1993, 1994, 1995, 1997 et 2014).

## Candidates
| Région                    | Nom                               | Âge    | Taille | Résidence             | Élue le                                                   | Classement final                            |
| ------------------------- | --------------------------------- | ------ | ------ | --------------------- | --------------------------------------------------------- | ------------------------------------------- |
| Miss Alsace               | Aurélie Roux                      | 24 ans | 1,72 m | Spechbach-le-Bas      | 4 septembre 2020 à Eschau[réf. nécessaire]                | 3e dauphine                                 |
| Miss Aquitaine            | Leïla Veslard                     | 18 ans | 1,74 m | Saint-Mesmin          | 29 août 2020 à Anglet                                     | Top 15 (11e place)                          |
| Miss Auvergne             | Géromine Prique                   | 21 ans | 1,71 m | Clermont-Ferrand      | 17 octobre 2020 au Puy-en-Velay                           |                                             |
| Miss Bourgogne            | Lou-Anne Lorphelin                | 23 ans | 1,71 m | Charnay-lès-Mâcon     | 3 octobre 2020 à Chalon-sur-Saône                         | 4e dauphine Prix de la culture générale     |
| Miss Bretagne             | Julie Foricher                    | 23 ans | 1,77 m | Relecq-Kerhuon        | 27 septembre 2020 à Ploemeur[source insuffisante]         |                                             |
| Miss Centre-Val-de-Loire  | Cloé Delavalle                    | 23 ans | 1,72 m | Chartres              | 19 octobre 2020 à Dreux                                   |                                             |
| Miss Champagne-Ardenne    | Gwenegann Saillard                | 21 ans | 1,70 m | Sainte-Savine         | 6 septembre 2020 à Sedan[réf. nécessaire]                 |                                             |
| Miss Corse                | Noémie Leca                       | 20 ans | 1,75 m | Cargèse               | 29 juillet 2020 à Porticcio[réf. nécessaire]              | Top 15 (12e place)                          |
| Miss Côte d'Azur          | Lara Gautier                      | 22 ans | 1,73 m | Mandelieu-la-Napoule  | 23 octobre 2020 à Mandelieu-la-Napoule                    | 2e dauphine                                 |
| Miss Franche-Comté        | Coralie Gandelin[réf. nécessaire] | 23 ans | 1,72 m | La Chailleuse         | 4 octobre 2020 à Morteau                                  |                                             |
| Miss Guadeloupe           | Kenza Andreze-Louison             | 20 ans | 1,76 m | Baie-Mahault          | 21 août 2020 au Gosier                                    | Top 15 (8e place) Prix du défilé            |
| Miss Guyane               | Héléneschka Horth                 | 23 ans | 1,73 m | Awala-Yalimapo        | 31 octobre 2020 à Cayenne                                 |                                             |
| Miss Île-de-France        | Lara Lourenço                     | 19 ans | 1,71 m | Saint-Maur-des-Fossés | 19 septembre 2020 à Dammarie-les-Lys[source insuffisante] | 6e dauphine Prix du maillot de bain         |
| Miss Languedoc-Roussillon | Illana Barry                      | 19 ans | 1,76 m | Aigues-Mortes         | 1er août 2020 à Beaucaire[source insuffisante]            | Prix de l'élégance                          |
| Miss Limousin             | Léa Graniou                       | 20 ans | 1,72 m | Limoges               | 12 septembre 2020 à Aubusson[réf. nécessaire]             | Top 15 (15e place) Prix du costume régional |
| Miss Lorraine             | Diane Febvay                      | 19 ans | 1,78 m | Piblange              | 5 septembre 2020 à Remiremont[réf. nécessaire]            | Prix de la sympathie                        |
| Miss Martinique           | Séphorah Azur                     | 23 ans | 1,78 m | Schoelcher            | 24 octobre 2020 à Fort-de-France                          |                                             |
| Miss Mayotte              | Anlia Charifa                     | 23 ans | 1,77 m | Dzaoudzi              | 7 novembre 2020 à Mamoudzou                               | Top 15 (13e place)                          |
| Miss Midi-Pyrénées        | Emma Arrebot-Natou                | 19 ans | 1,78 m | Tournefeuille         | 11 septembre 2020 à Mazamet[réf. nécessaire]              |                                             |
| Miss Nord-Pas-de-Calais   | Laura Cornillot                   | 24 ans | 1,78 m | Ennevelin             | 10 octobre 2020 à Orchies[réf. nécessaire]                | Prix de la photogénie                       |
| Miss Normandie            | Amandine Petit                    | 23 ans | 1,75 m | Bourguebus            | 26 septembre 2020 à Coutances                             | Miss France 2021                            |
| Miss Nouvelle-Calédonie   | Louisa Salvan                     | 19 ans | 1,74 m | Robinson              | 31 octobre 2020 à Païta[réf. nécessaire]                  |                                             |
| Miss Pays de la Loire     | Julie Tagliavacca                 | 24 ans | 1,73 m | Maulévrier            | 25 septembre 2020 à Château-Gontier[source insuffisante]  | Top 15 (9e place)                           |
| Miss Picardie             | Tara de Mets                      | 22 ans | 1,79 m | Clermont              | 11 octobre 2020 à Beauvais                                | Prix des bonnes manières                    |
| Miss Poitou-Charentes     | Justine Dubois                    | 24 ans | 1,74 m | Angoulême             | 29 août 2020 à Anglet[réf. nécessaire]                    | Top 15 (10e place)                          |
| Miss Provence             | April Benayoum                    | 21 ans | 1,76 m | Éguilles              | 24 octobre 2020 à Cogolin                                 | 1re dauphine                                |
| Miss Réunion              | Lyna Boyer                        | 21 ans | 1,73 m | La Possession         | 31 octobre 2020 à Saint-Denis                             | 5e dauphine                                 |
| Miss Rhône-Alpes          | Anaïs Roux                        | 23 ans | 1,74 m | Lyon                  | 7 novembre 2020 à Ambérieu-en-Bugey[source insuffisante]  | Top 15 (14e place)                          |
| Miss Wallis-et-Futuna     | Mylène Halemai                    | 19 ans | 1,73 m | Fineveke              | 26 septembre 2020 à Kafika                                |                                             |

## Classement

### Premier tour
Un jury composé de partenaires (internes et externes) de la société Miss France présélectionne 15 jeunes femmes, lors d'un entretien qui s'est déroulé le 16 décembre. Ce dernier prend en compte : l'éloquence de la Miss, son physique, sa motivation, sa personnalité et son résultat au test de culture générale.
| N° attribué | Candidate             |
| ----------- | --------------------- |
| 1           | Miss Réunion          |
| 2           | Miss Île-de-France    |
| 3           | Miss Normandie        |
| 4           | Miss Corse            |
| 5           | Miss Provence         |
| 6           | Miss Guadeloupe       |
| 7           | Miss Limousin         |
| 8           | Miss Poitou-Charentes |
| 9           | Miss Côte d'Azur      |
| 10          | Miss Mayotte          |
| 11          | Miss Bourgogne        |
| 12          | Miss Aquitaine        |
| 13          | Miss Rhône-Alpes      |
| 14          | Miss Alsace           |
| 15          | Miss Pays de la Loire |

#### Remarques diverses
- Pour la deuxième année consécutive, un top 15 est reconduit à la place du traditionnel top 12.
- Il n’y a plus d’appel des candidates par groupes de 10, ce qui était le cas depuis Miss France 2018.
- Contrairement à Miss France 2020, les écharpes portées par les candidates sont à nouveau bleues et non dorées.

### Deuxième tour
Le jury à 50 % et le public à 50 % choisissent les cinq candidates qui peuvent encore être élues. Un classement de 1 à 15 est établi pour chacune des deux parties. Une première place vaut 15 points, une deuxième 14 points, et la dernière 1 point, même si deux miss arrivent à égalité. L’addition des deux classements est alors faite. Les cinq premières restent en course. En cas d’égalité, c’est le classement du jury qui prévaut.
| Miss                  | Public | Jury | Total |
| --------------------- | ------ | ---- | ----- |
| Miss Bourgogne        | 12     | 15   | 27    |
| Miss Normandie        | 14     | 12   | 26    |
| Miss Alsace           | 15     | 11   | 26    |
| Miss Côte d'Azur      | 10     | 14   | 24    |
| Miss Provence         | 11     | 13   | 24    |
| Miss Réunion          | 13     | 7    | 20    |
| Miss Île-de-France    | 9      | 9    | 18    |
| Miss Guadeloupe       | 8      | 9    | 17    |
| Miss Pays de la Loire | 7      | 7    | 14    |
| Miss Poitou-Charentes | 6      | 7    | 13    |
| Miss Aquitaine        | 2      | 10   | 12    |
| Miss Corse            | 5      | 7    | 12    |
| Miss Mayotte          | 4      | 3    | 7     |
| Miss Rhône-Alpes      | 3      | 3    | 6     |
| Miss Limousin         | 1      | 3    | 4     |

### Dernier tour
Cette édition voit le retour du vote du jury dans le choix final, ce qui n'était plus le cas depuis l'élection de Miss France 2010,. La candidate qui a le plus de voix est élue Miss France 2021. En cas d’égalité, c’est le classement du public qui prévaut. Cette règle a permis à Amandine Petit, Miss Normandie, de devenir Miss France 2021 au détriment d’April Benayoum, Miss Provence, qui devient 1ère dauphine, tout comme Miss Alsace, qui devient 3ème dauphine au détriment de Miss Bourgogne, qui devient 4ème dauphine. 
| N° | Candidates       | Public | Jury | Total |
| -- | ---------------- | ------ | ---- | ----- |
| 1  | Miss Normandie   | 5      | 2    | 7     |
| 2  | Miss Provence    | 3      | 4    | 7     |
| 3  | Miss Côte d'Azur | 1      | 5    | 6     |
| 4  | Miss Alsace      | 4      | 1    | 5     |
| 5  | Miss Bourgogne   | 2      | 3    | 5     |

### Prix attribués
| Prix                        | Candidates                                    |
| --------------------------- | --------------------------------------------- |
| Prix de la culture générale | Miss Bourgogne – Lou-Anne Lorphelin (17,5/20) |
| Prix du costume régional    | Miss Limousin – Léa Graniou                   |
| Prix de la photogénie       | Miss Nord-Pas-de-Calais – Laura Cornillot     |
| Prix de l'élégance          | Miss Languedoc-Roussillon – Illana Barry      |
| Prix du maillot de bain     | Miss Île-de-France – Lara Lourenço            |
| Prix de la sympathie        | Miss Lorraine – Diane Febvay                  |
| Prix des bonnes manières    | Miss Picardie – Tara De Mets                  |
| Prix du défilé              | Miss Guadeloupe – Kenza Andreze-Louison       |

## Observations